# Гавриїла Ігнатович
Ігуменя Гавриїла (серб. Гаврила Игњатовић, в миру Равіоіла Ігнатович, серб. Равијојла Игњатовић; 15 жовтня 1920, село Чукоевац під містом Кралево, Сербія — 10 січня 2005, Монастир Раваниця, Сербія) — Ігуменя Сербської православної церкви, настоятельница Монастиря Раваниця. 

## Життєпис
Народилась у побожній родині сільського священика 15 жовтня 1920 року у селі Чукоевац під містом Кралево (Сербія). Її батько – протоієрей Іоанн був знаним духівником.
В 15 липня 1932 року вступила до Темского жіночого монастиря.
У 2 березня 1946 році її було пострижено у рясофор у Монастир Раваниця.
У 16 травня 1956 році прийняла чернечий постриг у рідній обителі з ім’ям Гавриїла.
В цей час новопризначена ігуменя виявила надзвичайну шану до своєї попередниці, і до самої кончини ігумені Євфимія у 1958 році у всьому була їй як послушниця та робила все за її благословенням.
В Раванцькою обителлю матушка Гавриїла опікувалась як настоятелька з 1958 року, тоді ж була возведена у сан ігумені.
Померла 10 січня 2005 року. Похована в Раваниця в Сербія